# Protest the Hero
Protest the Hero (často zkracováno na PTH nebo jednoduše na Protest) je kanadská progressive metalová skupina, původem z Whitby, z Ontaria. Jejich sestava je stále stejná už od jejího založení v roce 1999, kdy členům kapely bylo pouhých 12 let. Původně jméno znělo Happy Go Lucky, ale bylo změněno před vydáním prvního EP, A Calculated Use Of Sound, které bylo následováno jejich debutovou deskou, Kezia, vydanou nezávislým vydavatelstvím Underground Operations. 23.1.2006 kapela oficiálně podepsala smlouvu s Vagrantem na vydání alba Kezia na americkém trhu. Kezia byla vydána 30.8.2005 v Kanadě a 4.4.2006 v USA. Jejich druhé album, Fortress, bylo vydáno vydavatelstvím Underground Operations v Kanadě a vydavatelstvím Vagrant po celém světě 29.1.2008.

## Přehled

### Historie
V den, kdy členové kapely prošli maturitní zkouškou, se vydali na třítýdenní tour z Toronta do Halifaxu která se jmenovala "Rock the Vote" a byla jakousi předvolební kampaní. Popularita kapely se začala pomalu zvětšovat i mimo metalové scény ve městech, ve kterých vystupovala. S podepsáním smlouvy s Vagrant Records, kapela doufala, že se stane populární v celé Kanadě i ve Spojených státech. V roce 2004 kapela vyhrála Canadian Independent Music Award pro nejoblíbenější metalovou kapelu, když porazila mnohem známější kapelu, Alexisonfire. V roce 2006 byla také nominována na Canadian Music Week Indie Awards', ale v soutěži o nejoblíbenější metalovou kapelu, je porazila death metalová skupina Kataklysm. Stejný rok byla také, opět neúspěšně, nominována na CASBY Award. Členové kapely se také objevili v televizní reklamě na obchod s hudebními nástroji, Long & McQuade. Basista Arif se objevil také ve videoklipu skupiny Closet Monster.
Videoklip k jejich songu "These Colours Don't Run" z alba A Calculated Use Of Sound byl vydáno v roce 2003. Video začíná diskutováním se členy kapely, kteří poté zpívají naživo na mnoha místech v Toronta. Všude, kde zpívají, dávají kolemjdoucím texty, aby mohli poslouchat a u toho si číst, či zpívat s kapelou. Protest the Hero také vydali klipy ke skladbám "Heretics and Killers", "Blindfolds Aside" a "The Divine Suicide of K." z alba Kezia a ke skladbám "Bloodmeat", "Sequoia Throne", "Palms Read" a "Spoils" z alba Fortress. Video ke skladbě "Heretics and Killers" bylo často vysíláno na MTV2, především díky tomu, že členové kapely v něm hráli létající opice z The Wizard of Oz. Skladba "Divinity Within" se objevila na soundtracku ke hře NHL 07 a skladba "Bury the Hatchet" , ze stejného alba, se dá stáhnout do hry Guitar Hero II na Xbox 360. Skladba "The Dissentience" z alba Fortress se objevuje v soundtracku ke hře NHL 09. První singl ze stejného alba "Bloodmeat" je nyní dostupný ke stažení na stránkách hry Guitar Hero.
Oficiálně začali Protest the Hero pracovat na jejich nejnovějším albu v lednu 2007. Nahrávání skončilo 10. srpna, jak řekl zpěvák Rody na 2007 Vans Warped Tour v Barrie. Album se jmenuje Fortress a Vagrant ho začal vydávat 29.1.2008. 25.4.2008 kapela uvedla oficiální videoklip pro skladbu "Sequoia Throne". Kapela také natočila video ke skladbě "Spoils", které bude vydáno s live DVD na myspacu kapely.
V nedávném příspěvku na Myspace kapely Protest the Hero potvrdil zpěvák kapely Rody Walker, že po skončení tohoto turné se kapela vrhne na natáčení nového CD.

### Protest the Hero živě
Protesti vystupovali už na mnoho turné s tak známými skupinami jako jsou Alexisonfire, Bullet for My Valentine, Against Me!, Between and Buried and Me a mnoha dalšími. Od září 2005 do ledna 2006 koncertovali v Kanadě, USA a Velké Británii s kapelami Death by Stereo, Bad Religion, Anti-Flag, The Fall of Troy, The Bled a DragonForce. Kapela účinkovala na Vans Warped Tour v létě roku 2006. Poté Protesti vyrazili na turné z kapelami Avenged Sevenfold a 3 Inches of Blood. V říjnu 2006 se vrhli na turné "The Crusade", kdy se skupinami Trivium, The Sword a Cellador procestovali Kanadu a Spojené státy americké. V listopadu 2006 už byla kapela na turné s kapelami Bullet for My Valentine a As I Lay Dying. Na začátku prosince 2006 začalo turné kapely, kdy se skupinami I Hate Sally a The Human Abstract procestovali provincii Ontario. Toto bylo první turné, kde se odehrály všechny skladby z alba Kezia. Na přelomu května a června 2007 tu bylo další turné s kapelami All That Remains, Blessthefall, Threat Signal a The Holly Springs Disaster.
V září 2006 byl kytarista Luke Hoskin přistižen při pašování 0,2 gramů marihuany na kanadsko-amerických hranicích ve Vancouveru a nemohl dále pokračovat na turné "The Crusade". Po dobu jeho zadržení ho nahradil Marco Bressette z rockové kapely Hypodust.
28.1.2008 kapela začala turné skrz Kanadou s kapelami Silverstein, The Devil Wears Prada a illScarlett. Před Warped Tour 2008 vyrazili na turné se skupinami Chiodos a Today I Caught the Plague. Na Warped Tour 2008 se Protesti objevovali po boku např. Unearth, The Acacia Strain, Whitechapel, Parkway Drive, Despised Icon, Gwen Stacy, Architects a Carnifex.
V lednu 2009 kapela koncertovala se skupinami As I Lay Dying, The Human Abstract a Mychildren Mybride. Protesti také vyrazili na turné po Evropě s kapelami The Human Abstract a The Chariot. V dubnu 2009 tu bylo další turné s názvem "Heads Will Roll Tour" s kapelami Misery Signals a The Number Twelve Looks Like You.
Zpěvák kapely Rody Walker prohlásil, že skladba ""Bone Marrow" z alba Fortress je jedinou skladbou z tohoto alba, která ještě nebyla hrána live.

## Diskografie

### CD
- Kezia  (2005)
- Fortress  (2008)
- Scurrilous  (2011)
- Volition  (2013)

### EP
- Search for the Truth 7"  (2002)
- A Calculated Use Of Sound  (2003, opětovně vydáno se skladbou "Softer Targets Dig Softer Graves" v roce 2004)
- Sequoia Throne Remix  (2008)

### Kompilace
- Notes from the Underground  (2002) - se skladbami "Break the Chain" a "Aspirity of Sin"
- Greetings from the Underground  (2004) - se skladbou "Soft Targets Dig Softer Graves"
- Things Could Be Worse  (2004) - se skladbou "Break the Chain"
- The Power of Music  (2005) - se skladbou "An Apathetic New World"
- Warped Tour 2006 Compilation  (2006) - se skladbou "Heretics and Killers"

### Videografie
- "These Colours Don't Run" videoklip (2003) - z alba  A Calculated Use Of Sound
- Orange and Grey  DVD (2005) - kompilace se skladbami "Silent Genocide", "These Colours Don't Run", "Red Star Over the Battle of the Cowshed" a "Fear and Loathing In Laramie"
- "Blindfolds Aside" videoklip (Listopad 2005) - z alba Kezia
- "Heretics and Killers" videoklip (Duben 2006) - z alba Kezia
- "The Divine Suicide of K." videoklip (Červenec 2007) - z alba Kezia
- "Bloodmeat" videoklip (Prosinec 2007) - z alba Fortress
- "Sequoia Throne" videoklip (Duben 2008) - z alba Fortress
- "Palms Read" videoklip (Listopad 2008) - z alba Fortress
- "Spoils" videoklip (Duben 2009) - z alba Fortress

## Členové
- Rody Walker - zpěv
- Tim Millar - kytara, zpěv
- Luke Hoskin - kytara, zpěv, piano
- Arif Mirabdolbaghi - baskytara, zpěv
- Moe Carlson - bicí